# Collegio uninominale Lombardia 3 - 02 (2017)
Il collegio elettorale uninominale Lombardia 3 - 02 è stato un collegio elettorale uninominale della Repubblica Italiana per l'elezione della Camera tra il 2017 e il 2022.

## Territorio
Come previsto dalla legge elettorale italiana del 2017, il collegio era stato definito tramite decreto legislativo all'interno della circoscrizione Lombardia 3.
Era formato dal territorio di 93 comuni: Agnosine, Anfo, Angolo Terme, Artogne, Bagolino, Barghe, Berzo Demo, Berzo Inferiore, Bienno, Bione, Borno, Bovegno, Braone, Breno, Brione, Caino, Capo di Ponte, Capovalle, Casto, Cedegolo, Cerveno, Ceto, Cevo, Cimbergo, Cividate Camuno, Collio, Concesio, Corteno Golgi, Darfo Boario Terme, Edolo, Esine, Gardone Riviera, Gardone Val Trompia, Gargnano, Gianico, Idro, Incudine, Irma, Lavenone, Limone sul Garda, Lodrino, Losine, Lozio, Lumezzane, Magasa, Malegno, Malonno, Marcheno, Marmentino, Marone, Monno, Monte Isola, Monticelli Brusati, Mura, Niardo, Odolo, Ono San Pietro, Ossimo, Paisco Loveno, Paspardo, Pertica Alta, Pertica Bassa, Pezzaze, Pian Camuno, Piancogno, Pisogne, Polaveno, Ponte di Legno, Preseglie, Provaglio Val Sabbia, Roè Volciano, Sabbio Chiese, Sale Marasino, Sarezzo, Saviore dell'Adamello, Sellero, Sonico, Sulzano, Tavernole sul Mella, Temù, Tignale, Toscolano Maderno, Tremosine sul Garda, Treviso Bresciano, Vallio Terme, Valvestino, Vestone, Vezza d'Oglio, Villa Carcina, Villanuova sul Clisi, Vione, Vobarno e Zone.
Il collegio era quindi interamente compreso nella provincia di Brescia.
Il collegio era parte del collegio plurinominale Lombardia 3 - 01.

## Eletti
| Elezione | Elezione | Deputato         | Gruppo parlamentare      |
| -------- | -------- | ---------------- | ------------------------ |
|          | 2018     | Paolo Formentini | Lega per Salvini Premier |

## Dati elettorali

### XVIII legislatura
Come previsto dalla legge elettorale, 232 deputati erano eletti con sistema a maggioranza relativa in altrettanti collegi uninominali a turno unico.
| Candidati              | Candidati                  | Voti    | %     | Liste                    | Voti    | %     |
| ---------------------- | -------------------------- | ------- | ----- | ------------------------ | ------- | ----- |
|                        | Paolo Formentini ✔️ Eletto | 90 253  | 56,03 | Lega                     | 61 799  | 38,37 |
| Forza Italia           | Paolo Formentini ✔️ Eletto | 90 253  | 56,03 | 19 529                   | 12,12   |       |
| Fratelli d'Italia      | Paolo Formentini ✔️ Eletto | 90 253  | 56,03 | 7 477                    | 4,64    |       |
| Noi con l'Italia - UDC | Paolo Formentini ✔️ Eletto | 90 253  | 56,03 | 1 448                    | 0,90    |       |
|                        | Marina Berlinghieri        | 33 409  | 20,74 | Partito Democratico      | 29 642  | 18,40 |
| +Europa                | Marina Berlinghieri        | 33 409  | 20,74 | 2 768                    | 1,72    |       |
| Civica Popolare        | Marina Berlinghieri        | 33 409  | 20,74 | 565                      | 0,35    |       |
| Italia Europa Insieme  | Marina Berlinghieri        | 33 409  | 20,74 | 434                      | 0,27    |       |
|                        | Michela Carnazzi           | 26 893  | 16,70 | Movimento 5 Stelle       | 26 893  | 16,70 |
|                        | Giada Stefana              | 3 594   | 2,23  | Liberi e Uguali          | 3 594   | 2,23  |
|                        | Sara Metelli               | 1 813   | 1,13  | CasaPound                | 1 813   | 1,13  |
|                        | Valentina Facchini         | 1 343   | 0,83  | Potere al Popolo!        | 1 343   | 0,83  |
|                        | Ernesto Taveri             | 1 169   | 0,73  | Il Popolo della Famiglia | 1 169   | 0,73  |
|                        | Enrico Salvinelli          | 1 156   | 0,72  | Italia agli Italiani     | 1 156   | 0,72  |
|                        | Marco Reghenzani           | 743     | 0,46  | Grande Nord              | 743     | 0,46  |
|                        | Elena Borin                | 386     | 0,24  | 10 Volte Meglio          | 386     | 0,24  |
|                        | Giovanni Bona              | 221     | 0,14  | Italia nel Cuore         | 221     | 0,14  |
|                        | Michele Scanferlini        | 98      | 0,06  | PRI - ALA                | 98      | 0,06  |
| Totale                 | Totale                     | 161 078 | 100   |                          | 161 078 | 100   |
|                        |                            |         |       |                          |         |       |
| Voti non validi        | Voti non validi            | 5 977   | 3,58  |                          |         |       |
| Votanti                | Votanti                    | 167 055 | 79,21 |                          |         |       |
| Elettori               | Elettori                   | 210 900 |       |                          |         |       |